# 尕沙日寺院
尕沙日寺院，位于中国青海省同仁市年都乎乡尕沙日村，为青海省市县级文物保护单位，公布日期为2001年6月18日，类型为古建筑。
尕沙日寺院的历史年代为清。